# Campeonato de Oceanía de Judo de 2011
El XXIV Campeonato de Oceanía de Judo se celebró en Papeete (Francia) entre el 16 y el 17 de abril de 2011 bajo la organización de la Unión de Judo de Oceanía.
En total se disputaron catorce pruebas diferentes, siete masculinas y siete femeninas.

## Resultados

### Masculino
| Evento  | Oro                              | Plata                                     | Bronce                                                              |
| ------- | -------------------------------- | ----------------------------------------- | ------------------------------------------------------------------- |
| –60 kg  | Matthew D'Aquino Australia       | Arnie Dickins Australia                   | Cyril Chevalier Nueva Caledonia Corentin Le Goff Polinesia Francesa |
| –66 kg  | Ivo dos Santos Australia         | Steven Brown Australia                    | Alister Leat Nueva Zelanda                                          |
| –73 kg  | Sean Choi Nueva Zelanda          | Abedias Trindade de Abreu Nueva Caledonia | Lee Calder Nueva Zelanda Nikola Pejic Australia                     |
| –81 kg  | Brent Iverson Australia          | Mark Brewer Nueva Zelanda                 | Josateki Naulu Fiyi Jonathan Berger Nueva Caledonia                 |
| –90 kg  | Mark Anthony Australia           | Ryan Dill-Russell Nueva Zelanda           | David Chevalier Polinesia Francesa Priscus Fogagnolo Australia      |
| –100 kg | Daniel Kelly Australia           | Jason Koster Nueva Zelanda                | Duke Didier Australia                                               |
| +100 kg | Jérémy Picard Polinesia Francesa | Jake Andrewartha Australia                | Stéphane Courtine Nueva Caledonia                                   |

### Femenino
| Evento | Oro                             | Plata                      | Bronce                                               |
| ------ | ------------------------------- | -------------------------- | ---------------------------------------------------- |
| –48 kg | Elodie Foeillet Nueva Caledonia | Alice Coppleman Australia  | Hannah Downing Nueva Zelanda                         |
| –52 kg | Hannah Trotter Australia        | Sonya Chervonsky Australia | Emma Rouse Nueva Zelanda Cindy Rival Nueva Caledonia |
| –57 kg | Carli Renzi Australia           | Margi Corfios Australia    | Darcina Manuel Nueva Zelanda                         |
| –63 kg | Kylie Koenig Australia          | Stevie Kelly Australia     | Mahana Clutha Nueva Zelanda                          |
| –70 kg | Moira de Villiers Nueva Zelanda | Deborah Hill Australia     | Sara Collins Australia                               |
| –78 kg | Isabella Kopecny Australia      | Stephanie Grant Australia  | —                                                    |
| +78 kg | Janelle Shepherd Australia      | Sisilia Nasiga Fiyi        | —                                                    |

## Medallero
| Núm. | País               | Oro | Plata | Bronce | Total |
| ---- | ------------------ | --- | ----- | ------ | ----- |
| 1    | Australia          | 10  | 9     | 4      | 23    |
| 2    | Nueva Zelanda      | 2   | 3     | 6      | 11    |
| 3    | Nueva Caledonia    | 1   | 1     | 4      | 6     |
| 4    | Polinesia Francesa | 1   | 0     | 2      | 3     |
| 5    | Fiyi               | 0   | 1     | 1      | 2     |
|      | TOTAL              | 14  | 14    | 17     | 45    |